# Миронежье
Мироне́жье — деревня в Торжокском районе Тверской области. Относится к Мирновскому сельскому поселению.
Расположена в 16 км к юго-западу от Торжка на автодороге «Москва — Санкт-Петербург» М10 (E 105), 216 км от Москвы, 485 км от Санкт-Петербурга. В 1 км к северу от деревни — река Логовежь.
Население по переписи 2002 года — 85 человек, 38 мужчин, 47 женщин.

## История
Усадьба Миронежье в Мариинской волости Новоторжского уезда Тверской губернии, на большом московском тракте, была устроена в первой половине XVIII века Мироном Михайловичем Тыртовым, прапрадедом Алексея Петровича Тыртова (1834—1893). Здесь родились адмиралы братья Павел Петрович Тыртов (1838—1903) и Сергей Петрович Тыртов (1839—1903).
В Списке населенных мест Тверской губернии на 1859 год находится владельческое сельцо Миронежы, 15 дворов, 169 жителей. По статистическим сведениям на 1884 год в Марьинской волости Новоторжского уезда Тверской губернии значится деревня Миронежы Спасского прихода, в ней 36 дворов, 217 жителей.
В XX веке название деревни на картах и в документах — Миронежье. В 1930-40-е годы деревня входила в Думановский сельсовет Новоторжского района Калининской области.
Во время Великой Отечественной войны, в октябре 1941 года, восточнее деревни были остановлены немецко-фашистские войска, наступавшие на Торжок (Марьинский прорыв). Братская могила советских воинов. Объект культурного наследия № 6901674000
В 1997 году — 33 хозяйства, 79 жителей.